# Nicolas Thomkins
Gustav Nicolas Thomkins (* 27. Juli 1953 in Ascona, Schweiz) ist ein Schweizer Industriedesigner, der vor allem im Bereich Möbel/Aussenmöbel für internationale Unternehmungen tätig ist. 
Nach dem Studium an der Staatlichen Kunstakademie Düsseldorf in der Klasse von Erwin Heerich schloss er in Folge die 
Folkwang-Hochschule Essen ab, wo er Industriedesign studierte. Während Thomkins im ersten Stadium seiner Karriere vor allem auf Industriegüter spezialisiert war, richtet sich seine Aufmerksamkeit seit den späten 1980ern immer mehr auf den Bereich Küchen, Indoorfurniture und Outdoorfurniture. 1983 zog er nach England, wo er sein erstes Designbüro in Maidenhead eröffnete. Ende der 1980er erste Entwürfe für Gunther Lambert, Konzept und Design für Küppersbusch, Zusammenarbeit mit Marcus Botsch und Studio Ambrozus in Köln. Anfang der 1990er Jahre Design für Vitrashop und weitere Kollektionen für Gunther Lambert mit Aufbau einer gemeinsamen Vertriebsgesellschaft. 1991 gründete Thomkins mit Botsch und Ambrozus die T. B. A. Designersocietät in Essen, gefolgt von weiteren Büros in Luzern und Köln. 1993 exklusive Designtätigkeit für Imperial, seit 2003 Chefdesigner von Dedon und seit 2009 freie Arbeiten für Fendi Casa. 
Als wichtig für seine Karriere wird die Entwicklung des Schranksystems Tabeo 1989 für Lambert sowie das Yin-Yang Chaise Longe für Dedon angesehen. Thomkins erhielt zahlreiche Designpreise, unter anderem den red dot design award 2007 (Best of Best für Yin-Yang).
Nicolas Thomkins ist ein Sohn der Künstler André Thomkins und Eva Thomkins.